# Dalli (Tanout)
Dalli (auch: Doli, Dolli) ist ein Dorf in der Stadtgemeinde Tanout in Niger.

## Geographie
Das Dorf liegt in der Landschaft Damergou. Es befindet sich rund zwölf Kilometer südlich des urbanen Zentrums der Gemeinde Tanout, die zum gleichnamigen Departement Tanout in der Region Zinder gehört. Zu weiteren Siedlungen der Umgebung von Dalli zählen Bakatsiraba im Nordwesten, Djadjidouna im Osten, Bani Walki und Chirwa im Südosten, Maja und Garin Boka im Südwesten sowie Maïdiga im Westen.
Dalli ist Teil der Übergangszone zwischen Sahara und Sahel. Die durchschnittliche jährliche Niederschlagsmenge beträgt hier zwischen 200 und 300 mm. Der in einer Niederung gelegene Wald von Dalli erstreckt sich über eine Fläche von 105 Hektar und steht unter Naturschutz.

## Geschichte
Dalli war 2010 von einer Ernährungskrise betroffen. Die Getreideproduktion brachte in diesem Jahr keinen Ertrag. Die kostenlos verteilten Lebensmittel waren rasch aufgebraucht und Menschen im Dorf hungerten.

## Bevölkerung
Bei der Volkszählung 2012 hatte Dalli 711 Einwohner, die in 129 Haushalten lebten. Bei der Volkszählung 2001 betrug die Einwohnerzahl 423 in 83 Haushalten
Die Bevölkerungsdichte in diesem Gebiet ist mit 10 bis 20 Einwohnern je Quadratkilometer relativ gering.

## Wirtschaft und Infrastruktur

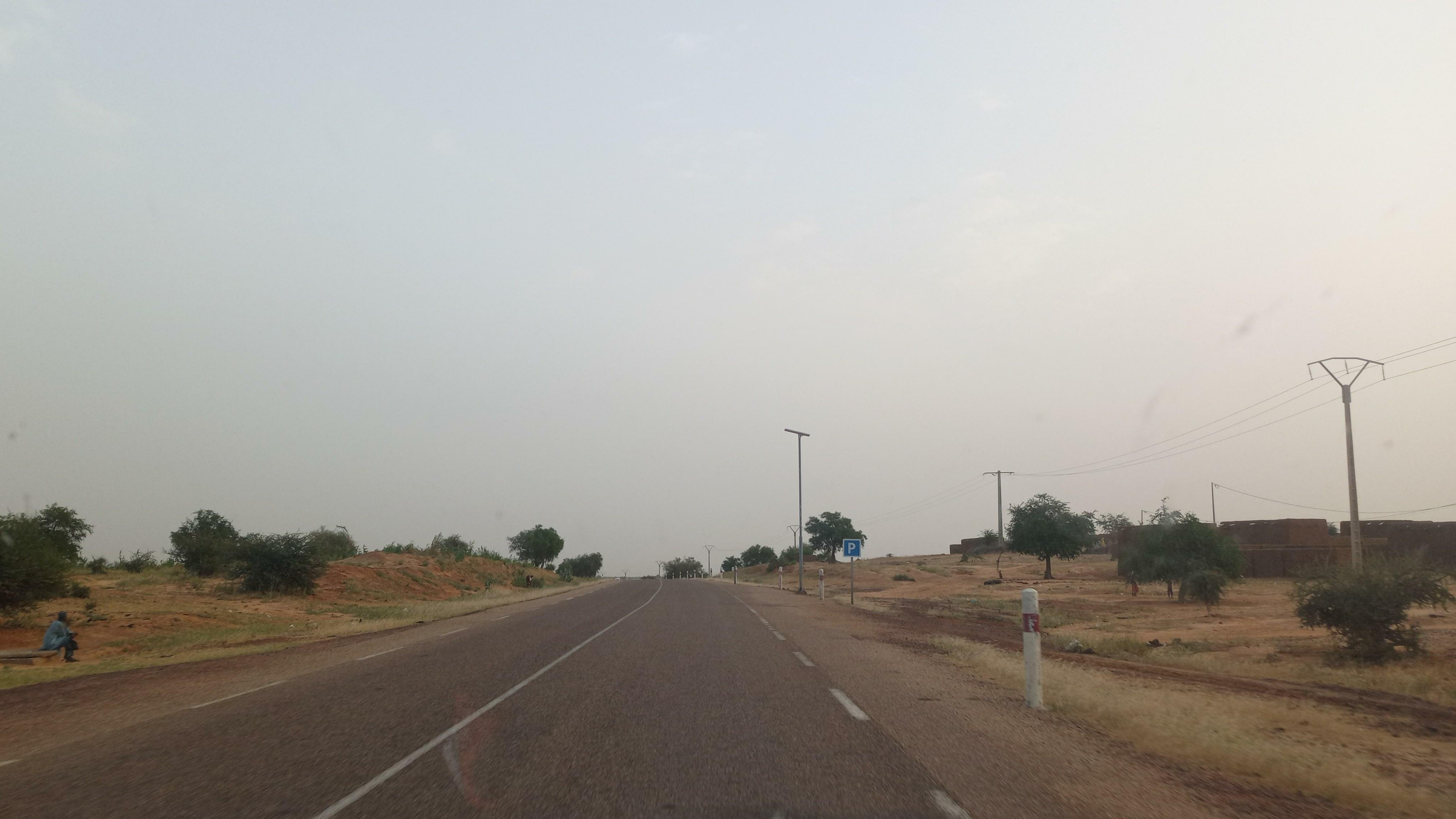
Nationalstraße 11 bei Dalli (2023)

Die schwedische Nichtregierungsorganisation Eden Foundation betreibt seit 1987 die Feldstation Station de recherches d’Eden beim Dorf. Hier werden mehrjährige Bäume und Sträucher erforscht, die der Ernährung dienen können und in der trockenen Region mit durchschnittlichen Niederschlägen von 200 mm/Jahr überleben können. Die Pflanzen werden dann den Bauern zur Verfügung gestellt. Dalli liegt in einem Gebiet des Übergangs zwischen der Naturweidewirtschaft des Nordens und dem Ackerbau des Südens, was zu Landnutzungskonflikten führt.
Die 980,9 Kilometer lange Nationalstraße 11 zwischen Algerien und Nigeria verläuft beim Dorf.